# Константин Дамянов
Константин (Динко) Дамянов е български просветен деец от Македония, деец на Вътрешната македоно-одринска революционна организация.

## Биография
Дамянов е роден в 1850 година в костурското село Българска Блаца (или в град Лерин), тогава в Османската империя, днес в Гърция. Учи в гръцкото училище в родното си село, след което в българското в столичния квартал Фенер. Връща се в Македония и дълги години учителства в Костуско и Леринско. В 1885 - 1886 година заедно с другите български учители в Костурско - костурските Търпо Поповски и Григорий Бейдов, хрупищкия Апостол Калоянов, Кузман Шапарданов – е вкаран в затвора.
Учителства в Българска Блаца, Черешница, Бобища, Кономлади, Зелениче, Смърдеш, Лерин. Става член на ВМОРО.
След като Егейска Македония попада в Гърция в 1912 година, Дамянов е принуден да се изсели в България. Установява се в Русе, където умира в 1927 година.